# Campeonato Británico de la PGA

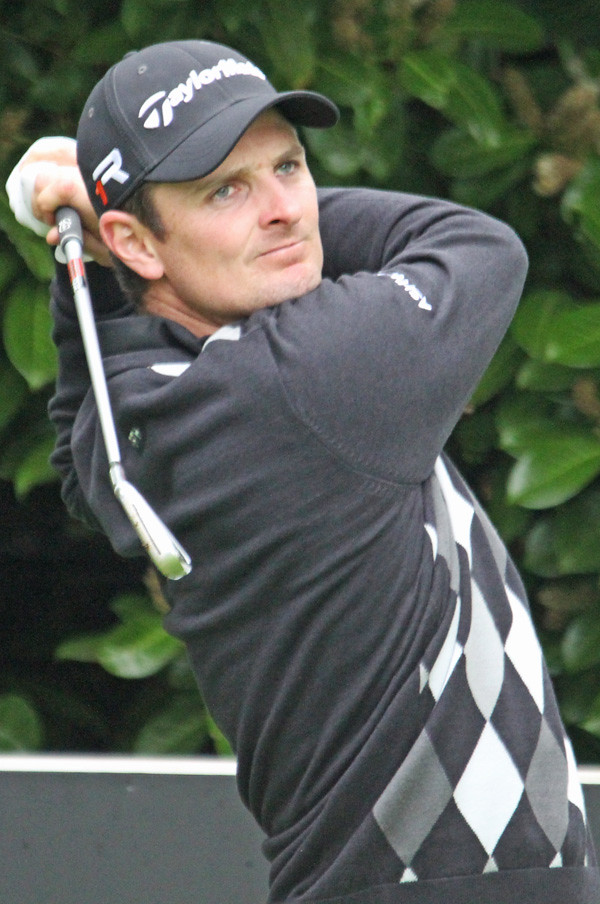
Justin Rose, jugador del PGA. (2013).

El Campeonato Británico de la PGA es un torneo masculino de golf que se disputa anualmente en el Reino Unido desde el año 1955. Desde 1984, el Campeonato Británico de la PGA tiene lugar en el Club Wentworth en Surrey, Inglaterra, donde se encuentra la sede de la PGA European Tour. Hasta la introducción del Campeonato Mundial de Dubái en 2009, fue el certamen que mayores premios repartía de los organizados por la PGA European Tour con 4,5 millones de euros, y por tanto el segundo más prestigioso de Europa luego del British Open. La lista mundial de golfistas otorga al menos 64 puntos al ganador del torneo. Volvo fue el auspiciante titular durante más tiempo, entre 1988 y 2004; desde entonces lo es BMW.
Nick Faldo es el golfista más exitoso en el Campeonato Británico de la PGA, con cuatro victorias en 1978, 1980, 1981 y 1989. Peter Alliss, Bernhard Langer y Colin Montgomerie ganaron en tres ocasiones, y Tony Jacklin, Seve Ballesteros, Ian Woosnam, Anders Hansen, Luke Donald y Billy Horschel con dos.

## Ganadores
| Año            | Cancha                      | Golfista                  | Golpes         | Margen             | Subcampeón (es)                                    |
| -------------- | --------------------------- | ------------------------- | -------------- | ------------------ | -------------------------------------------------- |
| 2024           | Wentworth Club              | Billy Horschel (2)        | 268 (−20)      | Playoff            | Thriston Lawrence Rory McIlroy                     |
| 2023           | Wentworth Club              | Ryan Fox                  | 270 (−18)      | 1 golpe            | Tyrrell Hatton Aaron Rai                           |
| 2022           | Wentworth Club              | Shane Lowry               | 199* (−17)     | 1 golpe            | Rory McIlroy Jon Rahm                              |
| 2021           | Wentworth Club              | Billy Horschel            | 269 (−19)      | 1 golpe            | Kiradech Aphibarnrat Laurie Canter Jamie Donaldson |
| 2020           | Wentworth Club              | Tyrrell Hatton            | 269 (−19)      | 4 golpes           | Victor Perez                                       |
| 2019           | Wentworth Club              | Danny Willett             | 268 (−20)      | 3 golpes           | Jon Rahm                                           |
| 2018           | Wentworth Club              | Francesco Molinari        | 271 (−17)      | 2 golpes           | Rory McIlroy                                       |
| 2017           | Wentworth Club              | Alexander Noren           | 277 (−11)      | 2 golpes           | Francesco Molinari                                 |
| 2016           | Wentworth Club              | Chris Wood                | 279 (−9)       | 1 golpe            | Rikard Karlberg                                    |
| 2015           | Wentworth Club              | An Byeong-hun             | 267 (−21)      | 6 golpes           | Thongchai Jaidee Miguel Ángel Jiménez              |
| 2014           | Wentworth Club              | Rory McIlroy              | 274 (−14)      | 1 golpe            | Shane Lowry                                        |
| 2013           | Wentworth Club              | Matteo Manassero          | 278 (−10)      | Playoff (4º hoyo)  | Simon Khan Marc Warren                             |
| 2012           | Wentworth Club              | Luke Donald (2)           | 273 (−15)      | 4 golpes           | Paul Lawrie Justin Rose                            |
| 2011           | Wentworth Club              | Luke Donald               | 278 (−6)       | Playoff (1º hoyo)  | Lee Westwood                                       |
| 2010           | Wentworth Club              | Simon Khan                | 278 (−6)       | 1 golpe            | Fredrik Andersson Hed Luke Donald                  |
| 2009           | Wentworth Club              | Paul Casey                | 271 (−17)      | 1 golpe            | Ross Fisher                                        |
| 2008           | Wentworth Club              | Miguel Ángel Jiménez      | 277 (−11)      | Playoff (2º hoyo)  | Oliver Wilson                                      |
| 2007           | Wentworth Club              | Anders Hansen (2)         | 280 (−8)       | Playoff (1º hoyo)  | Justin Rose                                        |
| 2006           | Wentworth Club              | David Howell              | 271 (−17)      | 5 golpes           | Simon Khan                                         |
| 2005           | Wentworth Club              | Ángel Cabrera             | 273 (−15)      | 2 golpes           | Paul McGinley                                      |
| 2004           | Wentworth Club              | Scott Drummond            | 269 (−19)      | 2 golpes           | Ángel Cabrera                                      |
| 2003           | Wentworth Club              | Ignacio Garrido           | 270 (−18)      | Playoff (1º hoyo)  | Trevor Immelman                                    |
| 2002           | Wentworth Club              | Anders Hansen (1)         | 269 (−19)      | 5 golpes           | Colin Montgomerie Eduardo Romero                   |
| 2001           | Wentworth Club              | Andrew Oldcorn            | 272 (−16)      | 2 golpes           | Ángel Cabrera                                      |
| 2000           | Wentworth Club              | Colin Montgomerie (3)     | 271 (−17)      | 3 golpes           | Darren Clarke Lee Westwood Andrew Coltart          |
| 1999           | Wentworth Club              | Colin Montgomerie (2)     | 270 (−18)      | 5 golpes           | Mark James                                         |
| 1998           | Wentworth Club              | Colin Montgomerie (1)     | 274 (−14)      | 1 golpe            | Ernie Els Gary Orr Patrik Sjöland                  |
| 1997           | Wentworth Club              | Ian Woosnam (2)           | 275 (−13)      | 2 golpes           | Darren Clarke Ernie Els Nick Faldo                 |
| 1996           | Wentworth Club              | Costantino Rocca          | 274 (−14)      | 2 golpes           | Nick Faldo Paul Lawrie                             |
| 1995           | Wentworth Club              | Bernhard Langer (3)       | 279 (−9)       | 1 golpe            | Michael Campbell Per-Ulrik Johansson               |
| 1994           | Wentworth Club              | José María Olazábal       | 271 (−17)      | 1 golpe            | Ernie Els                                          |
| 1993           | Wentworth Club              | Bernhard Langer (2)       | 274 (−14)      | 6 golpes           | Gordon Brand, Jnr Colin Montgomerie Frank Nobilo   |
| 1992           | Wentworth Club              | Tony Johnstone            | 272 (−16)      | 2 golpes           | Gordon Brand, Jnr José María Olazábal              |
| 1991           | Wentworth Club              | Severiano Ballesteros (2) | 271 (−17)      | Playoff (1º hoyo)  | Colin Montgomerie                                  |
| 1990           | Wentworth Club              | Mike Harwood              | 271 (−17)      | 1 golpe            | John Bland Nick Faldo                              |
| 1989           | Wentworth Club              | Nick Faldo (4)            | 272 (−16)      | 2 golpes           | Ian Woosnam                                        |
| 1988           | Wentworth Club              | Ian Woosnam (1)           | 274 (−14)      | 2 golpes           | Severiano Ballesteros Mark James                   |
| 1987           | Wentworth Club              | Bernhard Langer (1)       | 270 (−18)      | 4 golpes           | Severiano Ballesteros                              |
| 1986           | Wentworth Club              | Rodger Davis              | 281 (−7)       | Playoff            | Des Smyth                                          |
| 1985           | Wentworth Club              | Paul Way                  | 282 (−6)       | Playoff            | Sandy Lyle                                         |
| 1984           | Wentworth Club              | Howard Clark              | 204 (−12)      | 2 golpes           | Gordon J. Brand Bernhard Langer                    |
| 1983           | Royal St George's Golf Club | Severiano Ballesteros (1) | 278 (−10)      | 2 golpes           | Ken Brown Sandy Lyle                               |
| 1982           | Hillside Golf Club          | Tony Jacklin (2)          | 284 (−4)       | Playoff            | Bernhard Langer                                    |
| 1981           | Ganton Golf Club            | Nick Faldo (3)            | 274 (−10)      | 4 golpes           | Ken Brown Neil Coles                               |
| 1980           | Royal St George's Golf Club | Nick Faldo (2)            | 283 (+3)       | 1 golpes           | Ken Brown                                          |
| 1979           | St Andrews Links            | Vicente Fernández         | 288 (E)        | 1 golpe            | Baldovino Dassù Gary Player                        |
| 1978           | Royal Birkdale Golf Club    | Nick Faldo (1)            | 278 (−10)      | 7 golpes           | Ken Brown                                          |
| 1977           | Royal St George's Golf Club | Manuel Piñero             | 283 (+3)       | 3 golpes           | Peter Oosterhuis                                   |
| 1976           | Royal St George's Golf Club | Neil Coles                | 280 (E)        | Playoff (3º hoyo)  | Eamonn Darcy Gary Player                           |
| 1975           | Royal St George's Golf Club | Arnold Palmer             | 285 (+5)       | 2 golpes           | Eamonn Darcy                                       |
| 1974           | Wentworth Club              | Maurice Bembridge         | 278 (−10)      | 1 golpe            | Peter Oosterhuis                                   |
| 1973           | Wentworth Club              | Peter Oosterhuis          | 280 (−8)       | 3 golpes           | Dale Hayes Donald Swaelens                         |
| 1972           | Wentworth Club              | Tony Jacklin (1)          | 279 (−9)       | 3 golpes           | Peter Oosterhuis                                   |
| 1970-1971      | No se disputó.              | No se disputó.            | No se disputó. | No se disputó.     | No se disputó.                                     |
| 1969           | Ashburnham Golf Club        | Bernard Gallacher         | 293            |                    |                                                    |
| 1968           | Dunbar Golf Club            | David Talbot              | 276            |                    |                                                    |
| 1967 (abierto) | Royal Mid-Surrey Golf Club  | Peter Townsend            | 275            |                    |                                                    |
| 1967 (cerrado) | Hunstanton Golf Club        | Malcolm Gregson           | 275            |                    |                                                    |
| 1966 (abierto) | Thorndon Park Golf Club     | Brian Huggett             | 271            |                    |                                                    |
| 1966 (cerrado) | Saunton Golf Club           | Guy Wolstenholme          | 278            |                    |                                                    |
| 1965           | Prince's Golf Club          | Peter Alliss (3)          | 286            | Playoff (1º hoyo)  | Peter Butler                                       |
| 1964           | Western Gailes Golf Club    | Tony Grubb                | 287            |                    |                                                    |
| 1963           | Royal Birkdale Golf Club    | Peter Butler              | 306            |                    |                                                    |
| 1962           | Little Aston Golf Club      | Peter Alliss (2)          | 287            |                    |                                                    |
| 1961           | Royal Mid-Surrey Golf Club  | Brian Bamford             | 266 (−10)      |                    |                                                    |
| 1960           | Coventry Golf Club          | Arnold Stickley           | 247            |                    |                                                    |
| 1959           | Ashburnham Golf Club        | Dai Rees                  | 283            |                    |                                                    |
| 1958           | Llandudno Golf Club         | Harry Bradshaw            | 287            |                    |                                                    |
| 1957           | Maesdu Golf Club            | Peter Alliss (1)          | 286            |                    |                                                    |
| 1956           | Maesdu Golf Club            | Charlie Ward              | 282            | Playoff (2 golpes) | Eric Brown                                         |
| 1955           | Pannal Golf Club            | Ken Bousfield             | 277            |                    |                                                    |